# Bell YFM-1 Airacuda
Bell YFM-1 Airacuda byl první vojenský bojový letoun vyráběný společností Bell Aircraft Corporation, který byl určen k ničení nepřátelských a doprovodu vlastních bombardérů. Poprvé vzlétl 1. září 1937. Kromě prvního prototypu byla vyrobena pouze dvanáctikusová ověřovací série, kterou byla vyzbrojena jedna stíhací peruť, v níž tato letadla pro svou poruchovost létala poměrně málo v letech 1938 až 1940.

## Specifikace
Údaje platí pro první prototyp XFM-1

### Technické údaje
- Osádka: 5 (pilot, navigátor-kopilot, radista-střelec z kulometu, dva střelci kanónů)
- Délka: 13,66 m (44 stop a 10 palců)
- Výška: 4,14 m (13 stop a 7 palců)
- Rozpětí křídel: 21,28 m (69 stop a 10 palců)
- Plocha křídel: 63,5 m² (683,9 čtverečních stop)
- Hmotnost prázdného stroje: 6 073 kg (13 400 lb)
- Vzletová hmotnost: 7 852 kg (17 333 lb)
- Pohonná jednotka: 2 × dvanáctiválcový vidlicový motor Allison V-1710-13
- Výkon pohonné jednotky: 1 150 hp (857,5 kW)

### Výkony
- Maximální rychlost: 434 km/h (270 mph)
- Cestovní rychlost: 393 km/h (244 mph)
- Dolet: 1285 km (800 mil)
- Maximální dolet:4 180 km (2 600 mil)
- Praktický dostup: 9 300 m (30 500 stop)

### Výzbroj (plánovaná)
- 2 × pohyblivý automatický kanón Madsen ráže 37 mm
- 2 × pohyblivý kulomet Browning ráže 7,62 mm
- 1 × pohyblivý kulomet Browning ráže 12,7 mm
- 272 kg (600 lb) pum v trupové pumovnici